# Team Halfords

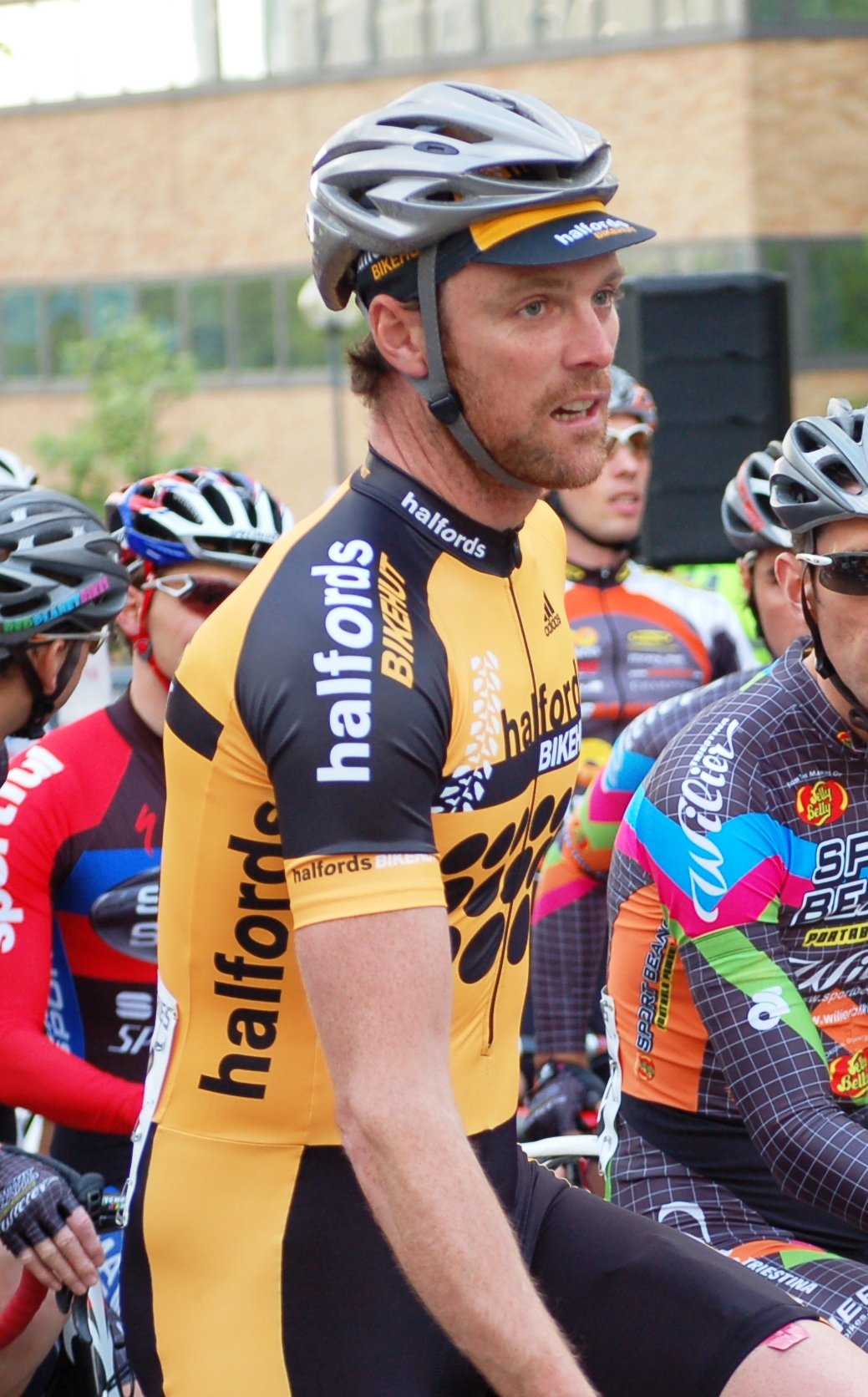
Rob Hayles al 2009

El Team Halfords (codi UCI: HAF) va ser un equip ciclista professional britànic. Va competir la temporada 2009 i tenia categoria continental.

## Principals victòries
- East Midlands International Cicle Classic: Ian Wilkinson (2009)

### Grans Voltes
- Tour de França
  - 0 participacions

- Giro d'Itàlia
  - 0 participacions

- Volta a Espanya
  - 0 participacions

## Classificacions UCI
L'equip participava en les proves dels circuits continentals i principalment en les curses del calendari de l'UCI Europa Tour.
UCI Europa Tour
| Temporada | Classificació per equips | Millor ciclista en la classificació individual |
| --------- | ------------------------ | ---------------------------------------------- |
| 2009      | 85è                      | Ian Wilkinson (212è)                           |